# Hohenaltheim
Hohenaltheim – miejscowość i gmina w Niemczech, w kraju związkowym Bawaria, w rejencji Szwabia, w regionie Augsburg, w powiecie Donau-Ries, wchodzi w skład wspólnoty administracyjnej Ries. Leży około 20 km na północny zachód od Donauwörth.

## Dzielnice
W skład gminy wchodzą następujące dzielnice:
- Hohenaltheim
- Niederaltheim

## Demografia
| Rok  | Liczba mieszk. |
| ---- | -------------- |
| 1970 | 641            |
| 1987 | 575            |
| 2000 | 626            |

## Polityka
Wójtem gminy jest Wulf-Dietrich Kavasch, poprzednio urząd ten obejmował Willi Amerdinger, rada gminy składa się z 8 osób.
|      | BB/FWG/UW | BB/FWG | UW Hohenaltheim-Niederaltheim | Razem |
| 2008 | 8         | -      | -                             | 8     |
| 2002 | -         | 5      | 3                             | 8     |

## Oświata
W gminie znajduje się przedszkole (30 miejsc).